# Ricinolsäure
Ricinolsäure (nach IUPAC: (9Z,12R)-12-Hydroxyoctadec-9-ensäure) ist eine ungesättigte, linear gebaute Omega-9-Fettsäure mit der Summenformel C18H34O3. Bei Raumtemperatur ist die Verbindung eine ölige, gelbe, in Wasser unlösliche Flüssigkeit. Sie trägt am 12. C-Atom eine Hydroxygruppe. Die Doppelbindung zwischen dem 9. und 10. C-Atom besitzt cis-Konfiguration.

## Vorkommen und Gewinnung
Sie kommt im Samenöl mehrerer Pflanzenarten vor, die größte Quelle ist der Wunderbaum (Ricinus communis), ihr Trivialname leitet sich auch von der Pflanze ab. Sie kommt aber auch in mehreren anderen Pflanzenarten in geringeren Mengen vor, z. B. in Lesquerella-Arten und auch in Lein-Arten.
Ricinolsäure ist die einzige in größeren Mengen kommerziell verfügbare natürliche Fettsäure, die eine Hydroxygruppe trägt. Die Gewinnung erfolgt durch Hydrolyse von Rizinusöl, in dem die Substanz zu 85 bis 92 % in Form von Triglyceriden vorkommt. Zur Biosynthese liegen einschlägige Untersuchungen vor.
Ein Homolog ist die um zwei Kohlenstoffatome längere Lesquerolsäure (11Z,14R)-14-Hydroxy-11-icosensäure, welche ebenfalls industriell begehrt ist.

## Analytik
Die qualitative und quantitative Bestimmung in den verschiedenen Untersuchungsmaterialien gelingt nach angemessener Probenvorbereitung durch Gaschromatographie der Methylester bzw. der Trimethylsilylether (Derivatisierung der OH-Gruppe) Auch die Kopplung der Gaschromatographie mit der Massenspektrometrie eignet sich zum zuverlässigen Nachweis von Spuren der Ricinolsäure.

## Verwendung
Das Zinksalz der Ricinolsäure (engl.: Zinc Ricinoleate) dient als desodorierender Zusatz in Deostoffen und als Geruchsbinder in Cremes, Lotionen und Fußpflegeprodukten. In Deostoffen hemmt es die natürliche Transpiration nicht, doch werden die bei der bakteriellen Zersetzung des Schweißes entstehenden übel riechenden Geruchsstoffe ummantelt, gebunden und daher nicht mehr als unangenehm wahrgenommen.
Ricinolsäure ist verantwortlich für die Wirkungen von Rizinusöl, die als Laxans (abführend) und in der Geburtshilfe als so genannter Wehencocktail gegeben wird, um Geburtswehen auszulösen. In beiden Fällen wirkt die Säure dabei auf Prostaglandinrezeptoren.
Durch Hydrierung der Doppelbindung erhält man die 12-Hydroxystearinsäure (12-Hydroxyoctadecansäure), die in großem Umfang zur Herstellung von Seifenverdickern für Schmierfette verwendet wird.